# Patrick Duinslaeger
Patrick Duinslaeger (Oostende, 30 mei 1953 – Jette, 27 juni 2016) was een Belgische magistraat en advocaat. Van 2014 tot aan zijn overlijden was hij procureur-generaal bij het Hof van Cassatie.

## Biografie
Patrick Duinslaeger studeerde in 1978 af als licentiaat in de rechten aan de Vrije Universiteit Brussel. In 1980 werd hij advocaat aan de balie te Brussel, waar hij vervolgens substituut werd. In 1988 werd hij eerste substituut en in 1991 substituut-procureur-generaal bij het Brusselse parket-generaal. In die hoedanigheid vervulde hij de functie van nationaal magistraat, bevoegd voor de nationale en internationale coördinatie van de strijd tegen het groot banditisme, terrorisme, georganiseerde criminaliteit en drughandel.
Tussen 1995 en 1997 was Duinslaeger verbindingsmagistraat bij het Internationaal Strafhof van ex-Joegoslavië en het Internationaal Strafhof voor Rwanda. In 1997 werd hij advocaat-generaal bij het Brusselse parket-generaal en tussen mei en juli 1999 was hij ad hoc-rechter in het Internationaal Strafhof in Den Haag.
In 1998 en 1999 was hij kabinetschef van de toenmalige minister van Justitie. Hij begeleidde ook verschillende universitaire onderzoeksprojecten rond politie en justitie, werkte mee aan de oprichting van het federaal parket en verscheen als getuige of expert in onder meer de parlementaire onderzoekscommissies naar de Bende van Nijvel en de zaak-Dutroux.
Hij werd op 2 april 2014 tot procureur-generaal bij het Hof van Cassatie benoemd.
Duinslaeger overleed in 2016 op 63-jarige leeftijd.